# تونی برایدینگر
تونی برایدینگر (انگلیسی: Toni Breidinger؛ زادهٔ ۱۴ ژوئیهٔ ۱۹۹۹) راننده مسابقه‌ای و مدل اهل ایالات متحده آمریکا است.